# Маунт-Эйнджел
Маунт-Эйнджел (англ. Mount Angel, также Mt. Angel) — город в округе Марион, штат Орегон, США . Город расположен в 29 км к северо-востоку от Сейлема, штат Орегон, по шоссе Oregon Route 214 . Население, согласно переписи 2010 года составляет 3 286 человек. Маунт-Эйнджел входит в Сейлемский метрополитенский статистический ареал.

## История
Поселение на месте нынешнего города Маунт-Эйнджел было заложено в 1850 году Бенджамином Кливером (англ. Benjamin Cleaver), позднее разработавшим планировку будущего города, которому изначально было дано название Рой (англ. Roy). В 1881 году была введена в эксплуатацию железнодорожная станция, названная Филлмор (англ. Fillmore) в честь железнодорожного служащего. В следующем году в городе было открыто почтовое отделение «Рой», однако, все эти названия со временем были изменены.
Преподобный отец Адельхельм Одерматт (англ. Adelhelm Odermatt) из Ордена св. Бенедикта, приехал в Орегон в 1881 году с контингентом монахов-бенедиктинцев из Энгельберга (ориг. Engelberg), Швейцария, чтобы основать новое представительство ордена на территории США. Посетив несколько мест, он обнаружил, что Лоун-Бьютт (англ. Lone Butte) является идеальным местом для нового аббатства, и вскоре после этого стал служить в нескольких местных римско-католических приходах, примерно в то же время в этом районе поселилось большое количество иммигрантов из Баварии . Благодаря его усилиям, в 1883 году город, почтовое отделение и близлежащая возвышенность Лоун-Бьютт стали известны как Маунт-Эйнджел (Mount Angel является английским переводом названия города Engelberg). Одерматт также основал аббатство Маунт-Эйнджел, являвшееся бенедиктинским монастырём и школой. В 1884 году аббатство было окончательно перенесено в Маунт-Эйнджел.
Город Маунт-Эйнджел был официально учреждён 3 апреля 1893 года. Почтовое отделение Святого Бенедикта (штат Орегон) было открыто на территории аббатства.
Аббатство Маунт-Эйнджел до сих пор находится на одноимённой горе Эйнджел (англ. Mount Angel). Первоначально, на языке индейцев племени Калапуйя эта возвышенность имела название Тапаламахо (ориг. — Tapalamaho), что переводится как «Гора Причастия». По просьбе архиепископа Орегон-Сити в 1889 году аббатство открыло семинарию Mount Angel для обучения священников. Первоначальные деревянные постройки у подножия холма были уничтожены пожаром в 1890-х годах, а ещё один разрушительный пожар в 1926 году поглотил второй монастырь — внушительное пятиэтажное здание из чёрного базальта на вершине холма. Нынешнее здание монастыря было построено в 1928 году, а вслед за ним возвели и другие постройки, в том числе библиотеку, построенную финским архитектором Алваром Аалто в 1970 году. В 2007 году к церкви аббатства была пристроена колокольня с восемью колоколами, один из которых является самым большим качающимся колоколом на всём Тихоокеанском Северо-Западе США .
Женское монашеское объединение «Сестры Ордена св. Бенедикта» (монастырь «Queen of Angels», штат Орегон) было основано в 1882 году, и с тех пор религиозная деятельность объединения ведётся на всей территории долины Уилламетт (англ. Willamette Valley). Монахини преподают в школах и приходах; работают советниками, капелланами и ассистентами священников. Некоторые монахини также являются ремесленниками, поварами и садовниками. Сообщество «Сестры Ордена св. Бенедикта» является спонсором Молитвенного центра Шалом и Приюта Святого Иосифа.

## География
По данным Бюро переписи населения США, общая площадь города составляет 1,14 квадратной мили (2,95 км2). На территории города нет водоёмов.
Маунт-Эйнджел находится в водоразделе реки Паддинг . Город расположен на линеаменте Гейлc-Крик / Маунт-Эйнджел и на разломе Маунт-Эйнджел, геофизической структурной зоне, простирающейся в северо-западном направлении. Деятельность людей в районе разлома вызвала землетрясение Скоттс-Миллс в 1993 году, которое значительно повредило различные строения в городе, в частности приходскую церковь .

### Климат
В этом регионе умеренно теплое и сухое лето со средней месячной температурой не выше 22.0 °C (71,6 °F) . Согласно системе классификации климата Кёппена, в Маунт-Эйнджел преобладает средиземноморский климат с теплым летом, который на климатических картах обозначается аббревиатурой Csb .

## Демография

### Перепись населения 2000 г.
Согласно данным переписи 2000 года в городе насчитывались 3121 человек, 1059 домохозяйств и 661 семья. Плотность населения составляла 1255,9 чел/км². В городе находилось 1124 жилых здания со средней плотностью расположения 452,1 ед/км². Расовый состав города был белым на 75,65 %, афроамериканцем на 0,45 %, коренным американцем на 0,93 %, азиатом на 0,19 %, жителем островов Тихого океана на 0,10 %, представителем других рас на 17,85 % и представителем двух или более рас на 4,84 %. Латиноамериканцы составляли 27,84 % населения.
Средний годовой доход домохозяйства в городе составлял $36,293, а средний годовой доход семьи — $45,650. Средний годовой доход составлял $33,523 у мужчин и $21,442 у женщин. Годовой доход на душу населения в городе составлял $15,535. Около 10,3 % семей и 16,3 % всего населения города находились за чертой бедности, в том числе 16,6 % лиц моложе 18 лет и 20,2 % лиц в возрасте 65 лет и старше.

### Перепись населения 2010 г.
По данным переписи 2010 года в городе насчитывалось 3 286 человек, 1 205 домохозяйств и 707 семей. Плотность населения составляла 1 112,9 чел/км². В административных границах города находилось 1 282 жилых здания со средней плотностью расположения 434,2 ед/км². Расовый состав населения города: 82,6 % — белые американцы, 26,1 % — латиноамериканцы, 1,0 % — индейцы, 0,5 % — афроамериканцы, 0,5 % — азиаты, 12,1 % — представители других рас, 3,3 % — представители двух и более рас.
В городе насчитывалось 1 205 домохозяйств, из которых в 33,9 % проживали дети в возрасте до 18 лет. В 44,4 % домохозяйств проживали супружеские пары, в 10,3 % — женщина без мужа, в 4,0 % — мужчина без жены, и в 41,3 % — проживающие не являлись семьями. В 37,1 % домохозяйств в городе проживает один человек, а в 27,2 % проживают одинокие люди в возрасте 65 лет и старше. Среднее количество проживающих в одном домохозяйстве составило 2,56 человека, а средний размер семьи — 3,44 человека.
Средний возраст жителей города составил 37,1 лет. По данным переписи 27 % жителей были моложе 18 лет; 8,3 % были в возрасте от 18 до 24 лет; 23,7 % — от 25 до 44 лет; 20 % — от 45 до 64 лет; и ещё 20,9 % населения города относились к возрастной категории 65 лет и старше. В городе проживало 48,3 % мужчин и 51,7 % женщин.

## Экономика
По состоянию на 2000 год пятью крупнейшими работодателями в Маунт-Эйнджел были Wilco, Бенедиктинский медицинский центр в Провиденсе, Mt.Angel Towers, Highland Laboratories и школьный округ Маунт-Эйнджел .

## Искусство и культура

### Ежегодные культурные мероприятия
Маунт-Эйнджел известен своим ежегодным Октоберфестом. Октоберфест в Маунт-Эйнджел является крупнейшим в своем роде мероприятием на Тихоокеанском Северо-Западе США. Посещаемость выросла с 39 000 человек во время первого проведения мероприятия в 1966 году, до 375 000 человек к концу 1980-х. Октоберфест включает в себя пивные и винные сады, спортивные турниры и гонки, выставки декоративно-прикладного искусства, фермерский рынок, общественные обеды, где можно попробовать блюда из колбас и квашеной капусты, а также широкий ассортимент еды, игр и развлечений.

### Музеи и другие достопримечательности
В Маунт-Эйнджел располагаются исторический монастырь Queen of Angels, которым до сих пор управляют «Сестры Ордена св. Бенедикта» , и католическая церковь Святой Марии, построенная в 1912 году. Оба здания занесены в Национальный реестр исторических мест США (NRHP). Кузнечная мастерская Windischar’s General Blacksmith Shop — еще одна достопримечательность города, внесенная в список NRHP.
В марте 2006 года власти города объявили о планах построить 15-метровый глокеншпиль . Построенный к Октоберфесту 2006 года, этот глокеншпиль является крупнейшим в Соединенных Штатах. Четырехэтажный глокеншпиль, расположенный на углу улиц Чарльз и Гарфилд, является частью апарт-комплекса Edelweiss Village.

## Образование
Город находится в юрисдикции школьного округа Маунт-Эйнджел с тремя школами, в который входит Средняя школа Джона Ф. Кеннеди .
Colegio César Chávez (исп.) — колледж, функционировавший в формате «колледж без стен» в Маунт-Эйнджел с 1973 по 1983 год. «Колледж без стен» — понятие, означающее учебное заведение, предоставляющее студентам более широкий спектр форматов обучения (например, дистанционное обучение) и учебных программ, тем самым выделяясь на фоне стандартных ВУЗов, в которых преобладает более строгий и формальный подход к организации учебного процесса. В то время Colegio был единственным в стране латиноамериканским колледжем с четырёхлетним сроком обучения. Учебное заведение поддерживал активист мексикано-американского происхождения Сезар Чавес, который дважды лично посещал колледж. В 1978 году колледж выпустил больше мексикано-американских студентов, чем Орегонский государственный университет и Университет Орегона вместе взятые. Одним из известных выпускников колледжа является Сиприано Феррел, который позже основал профсоюз сельскохозяйственных рабочих Орегона Pineros y Campesinos Unidos del Noroeste. В середине 1980-х бывшая территория и здание Colegio были выкуплены частным лицом и переданы в дар монахиням Ордена св. Бенедикта. В наши дни в здании бывшего Colegio и его общежитий функционирует приют Св. Иосифа (англ. St. Joseph Shelter), который курируют «Сестры Ордена св. Бенедикта» .

## Средства массовой информации
В Маунт-Эйнджел выходит еженедельная газета Silverton Appeal Tribune, которая по средам печатается в журнале Statesman Journal, ежемесячные публикации Our Town и Our Town Life , а так же еженедельное издание Woodburn Independent .

## Инфраструктура
Через Маунт-Эйнджел проходит шоссе «Oregon Route 214». Ближайшая крупная автомагистраль, Interstate 5 (сокр. I-5), расположена в 16 км к западу от города.
Грузовые и пассажирские перевозки в Маунт-Эйнджел обеспечивается Willamette Valley Railway.
Ближайший аэропорт — Государственный аэропорт Аврора (англ. Aurora State Airport) в Авроре.
Водоснабжение и работу канализации обеспечивают муниципальные власти города Маунт-Эйнджел. Природный газ поставляет компания NW Natural, а электроэнергию — Portland General Electric .
Ближайшая больница — Silverton Hospital в Сильвертоне, в 6 км от Маунт-Эйнджел.

## В популярной культуре
- Город Маунт-Эйнджел был местом действия (в титрах указанный как Маунт-Эйнджел, Массачусетс) фильма 1973 года производства ABC «Isn’t It Shocking?».[16]
- В сериале «Emberverse», снятом С. М. Стирлингом, Маунт-Эйнджел и находящиеся в городе монашеские ордены св. Бенедикта являются центром постапокалиптического сообщества, борящегося за выживание во время «Перемен» (англ. «The Change») — события, отбросившего технологии на средневековый уровень.[17]